# Petrodolynske
Petrodolynske  (ucraniano: Петродолинське, alemán: Peterstal) es una localidad del Raión de Ovidiopol en el Óblast de Odesa de Ucrania. Según el censo de 2001, tiene una población de 3118 habitantes.